# 菊叶香藜
菊叶香藜（学名：Chenopodium foetidum）为苋科藜属的植物。分布在亚洲、非洲、欧洲以及中国大陆的西藏、山西、青海、四川、甘肃、辽宁、内蒙古、陕西、云南等地，生长于海拔1,520米至4,500米的地区，见于沟岸河沿、林缘草地及人家附近，目前尚未由人工引种栽培。

## 别名
总状花藜（中国北部植物图志） 菊叶刺藜（东北草本植物志）